# ヴァイスバッハ (ホーエンローエ郡)
ヴァイスバッハ (ドイツ語: Weißbach) は、ドイツ連邦共和国バーデン＝ヴュルテンベルク州ホーエンローエ郡に属す町村（以下、本項では便宜上「町」と記述する）。

## 地理
ヴァイスバッハは、郡庁所在地キュンツェルスアウから西に10kmの、コッハー渓谷中流域、ランゲンバッハ川がコッハー川に注ぐ河口に面した標高200 - 430mに位置する。この自治体は、小集落グートホーフを含む旧ヴァイスバッハと、小集落ハルベルクを含む旧クリスペンホーフェンとが合併して成立した。

## 歴史
ヴァイスバッハは、1283年に初めて文献上で言及される。中世末期に塩の生産が開始された。隣接するニーデルンハルで塩水が採取され、木製の導管と通ってヴァイスバッハの2つの製塩所に送られ、熱せられて塩が精製された。
18世紀になると塩の精製は採算が合わなくなった。塩水中の塩の含有量が低下したためである。製塩所は水車小屋に改築された。19世紀末に消失した後は同じ場所に紡績工場が建設された。1920年頃にKonrad Hornschuchが企業化されプラスチック産業に進出すると、一時はホーエンローエ郡最大の雇用者数を有する会社となった。もう一つの製塩所は、製塩の中止後長い間農業経営に利用されてきた。
1920年代中頃には、ヴァイスバッハに鉄道（コッハータール鉄道）が建設された。しかし、1980年には旅客輸送は路線バスに切り替えられ、貨物輸送も1990年に停止した。その後、レールは撤去され、路線跡は、ヴァイスバッハ - フォルヒテンベルク間を含め、あちこちで自転車道として利用されている。

### 地区
クリスペンホーフェン
クリスペンホーフェンは1344年に初めて文献に登場する。昔は、現在のヴァイスバッハよりも広い町であった。工業化以後、この町は迅速に、後に残る形で変貌していった。

### 合併
- 1974年1月1日 クリスペンホーフェン

## 行政

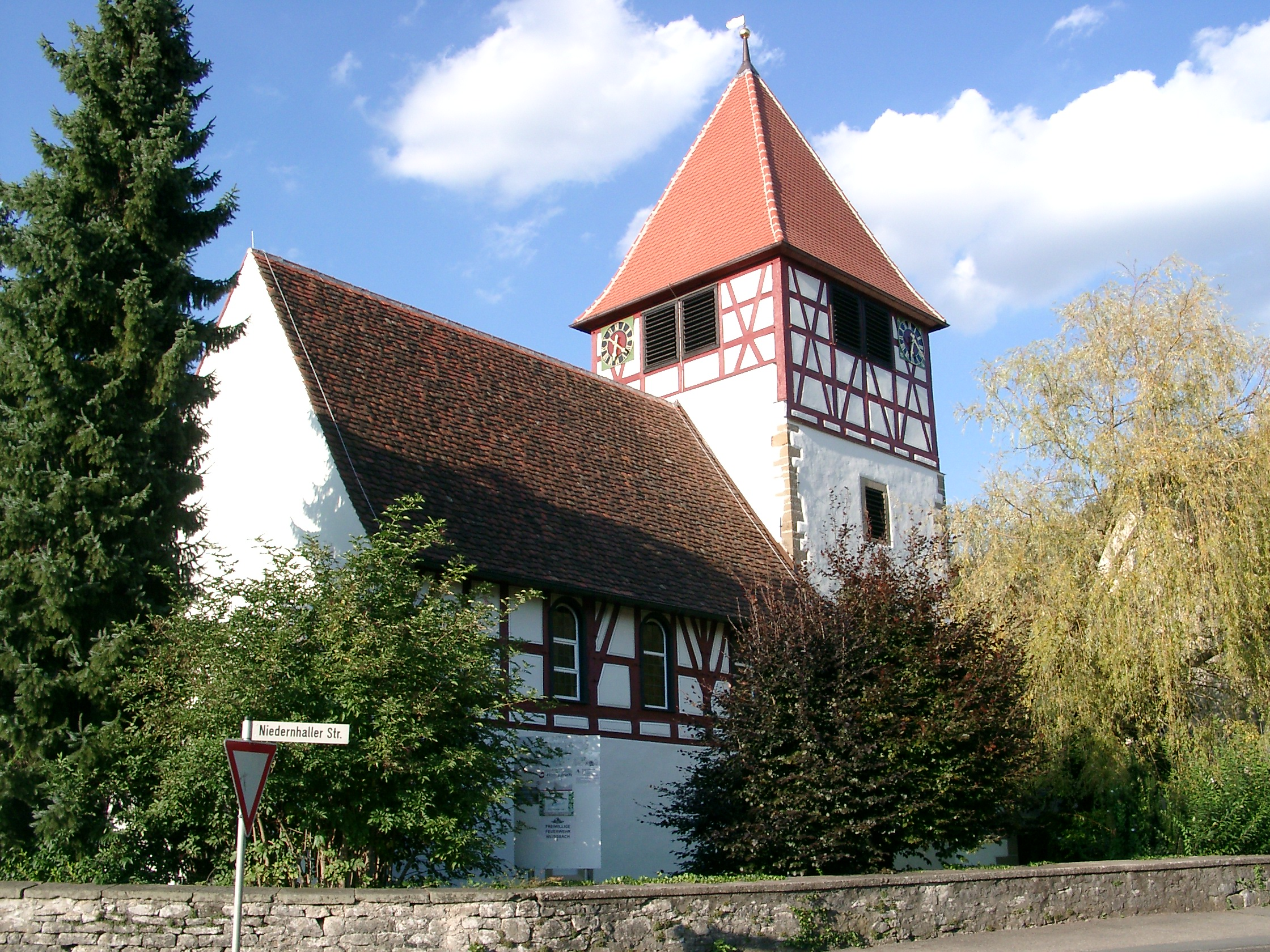
ヴァイスバッハ・プロテスタント教会

この町の議会は14議席からなる。

## 経済と社会資本

### 地元企業
- Konrad Hornschuch AG（プラスチック産業）

## 引用
1. ↑  Statistisches Landesamt Baden-Württemberg – Bevölkerung nach Nationalität und Geschlecht am 31. Dezember 2023 (CSV-Datei)